# Algieria na Zimowych Igrzyskach Olimpijskich 2006
Algierię na Zimowych Igrzyskach Olimpijskich 2006 reprezentowało dwoje zawodników. Chorążym ekipy była Christelle Laura Douibi.

## Reprezentanci

### Narciarstwo alpejskie
Kobiety
- Christelle Laura Douibi
  - Zjazd - 2:09,68 (40. miejsce)
  - Supergigant - 1:43,54 (51. miejsce)

### Biegi narciarskie
Mężczyźni
- Noureddine Maurice Bentoumi
  - 50 km bieg masowy stylem dowolnym - nie ukończył